# 學校風雲
《學校風雲》是1988年上映的一部香港電影，由林嶺東執導，南燕編劇，袁潔瑩、劉松仁、林正英、張耀揚主演。李麗蕊憑本作榮獲第8屆香港電影金像獎最佳女配角。

## 劇情簡介
在啟德機場附近有一所東南中學，龍蛇混雜，有不少具三合會背景的學生就讀。朱婉芳（袁潔瑩 飾）本是學校裏的乖學生，她與郭小珍（李麗蕊 飾）情同姐妹。小珍的男友是同班同學周佐治（何沛東 飾），而婉芳則被綽號「刀疤仔」的黑幫混混霍華（霍瑞華 飾）追求，兩個人剛好都是黑社會頭目瀟灑（張耀揚 飾）的門生。婉芳和小珍的班主任溫sir（劉松仁 飾）是個好老師，常常為教好學生而費神。
學校內一名具江湖背景的同學麥傑想和婉芳約會，遭到拒絕後依舊不斷騷擾。此舉引起刀疤的不滿，雙方為了搶女人釀成街頭混戰，麥傑最後衝出馬路被貨車撞死；婉芳與其父親文雄（韓坤 飾）和溫sir到警署落口供，海哥（林正英 飾）和寸牛（黃光亮 飾）處理案件，警民卻互相指控，推卸責任。由於文雄年輕時曾混跡江湖，他為保護女兒而向昔日老大勝哥（鄭雷 飾）求助，不料恰巧路過的瀟灑根本不把勝哥放在眼裡，最後引起了雙方的打鬥。
由於婉芳目睹黑道傷人的過程，溫sir鼓勵她為警方作證，卻被瀟灑威嚇和勒索$30,000作為律師費，幸得到小珍及刀疤資助，而婉芳及刀疤也因此越走越近。小珍自己受周佐治煽惑當援交，但周佐治卻一腳踏兩船。
隨後一連串的事件導致幫派衝突加劇，瀟灑對婉芳連番逼害，更與她有一腿，種種打擊令婉芳無心向學。一次小珍發現周佐治一腳踏兩船的事實後情緒崩潰，遂於服用迷幻藥後以髒話辱罵老師，不但被校方開除，更不受家人歡迎，最終更奪取電單車並發生車禍離世，婉芳獲悉此一事件後大受打擊，亦服藥縱火燒燬圖書館，更揚言以後不再讀書。文雄為此跟瀟灑商量往後安排，反被其買兇追殺，文雄護女欲與他對峙，反被瀟灑下屬沙皮幹掉。婉芳終於向刀疤透露難處，原來她當援交是為了還瀟灑的律師費，指出他不配跟著這種欺負女人的老大。婉芳誓要為替父親及同學報仇，匆匆趕往歡場找瀟灑算帳。刀疤得知婉芳與瀟灑有染的真正原因後，為免女友繼續受害，終跟瀟灑反目，一場江湖混戰一觸即發。

## 人物角色
| 角色名稱         | 演員   | 粤語配音 | 備註 |
| ---------------- | ------ | -------- | --- |
| 朱婉芳 （朱女）  | 袁潔瑩 | 何錦華   | 中五女學生，本為好學生，因好友郭小珍誤入歧途被牽連，後因受江湖逼害及好友離世而自甘墮落。鑑於她是案情被害人，緩刑兩年，繼續讀書。                                                                 |
| 溫嘉文           | 劉松仁 | 劉松仁   | 朱婉芳及郭小珍的級任老師，初時對幫助女主角感無能為力，當中因私人理由辭去老師一職，之後全力幫助女主角與其一家，但最後忍痛廢掉瀟灑的手臂。之後被控自衛傷人，最後無罪釋放。                         |
| 郭小珍 （Sandy） | 李麗蕊 | 李麗蕊   | 朱婉芳同學兼好友，課餘當援交供養其黑社會男友，最後因感情自殺撞車身亡。 |
| 霍華 （刀疤仔）  | 霍瑞華 | 陳欣     | 朱婉芳男友，為黑道中人，瀟灑之頭馬兼打手 為人情深義重，為保護女友替朱婉芳出頭，率領自己的心腹與瀟灑反目成仇，獲救後被控持械傷人及與未成年少女發生性行為，最後監禁7年                             |
| 海哥             | 林正英 | 張炳強   | 反黑組組長，嫉惡如仇 盡力幫助女主角一家人，但不受女主角諒解。最後鎗殺瀟灑，成功為女主角等人報仇。                                                                                                |
| 瀟灑             | 張耀揚 | 黃志成   | 本片終極大反派 犯罪集團主事人，極度危險人物 為人見利忘義，自視甚高，對女主角作出逼害，更跟她有染，因自己門生殺害女主角父親而被牽連其中，最後與手下刀疤仔和部分下屬反目成仇而鬧翻，被海哥解決掉。 |
| 周佐治           | 何沛東 |          | 本片第二大反派 郭小珍男友，黑道中人，問題學生，實為瀟灑埋在學校的內奸 生性衝動，小白臉，且要女友包養，因劈腿間接害死郭小珍，與刀疤仔反目，最後被海哥自衛爆頭轟死。                               |
| 龍仔             | 謝偉傑 |          | 與周佐治同一伙的壞學生。 |
| 朱文雄           | 韓坤   |          | 朱婉芳父親，曾混跡江湖，當肉類分割技術員（豬肉佬），最後為拯救女兒而被沙皮殺害，臨終要女兒好好念書好好生活。                                                                                     |
| 劉勇 （沙皮）    | 朱繼生 |          | 本劇第三大反派 黑道中人，瀟灑之下屬 為人心狠手辣，見利忘義，除掉女主角父親後跑路到中國大陸，兩星期後被深圳海關拘捕，被判死刑。                                                                   |
| 寸牛             | 黃光亮 | 黃光亮   | 警察，海哥下屬 為人易怒粗魯，但正義感十足，後被瀟灑手下暗算重創。 |
| 天椒             | 吳志雄 |          | 黑道中人，與瀟灑不和 朱婉芳的父親好友，故暗中幫助婉芳的父親。 |
| 勝哥             | 鄭雷   | 劉丹     | 黑道中人，為瀟灑和天椒的老大，與瀟灑不和 朱婉芳的父親好友兼昔日老大，曾幫婉芳父親約瀟灑出面談判，卻被瀟灑嘲諷，最終不歡而散。                                                                    |
| 志雄             | 南燕   |          | 黑道中人，與瀟灑還算友好 為小珍鬧事的那間的士高的老大。 |
| Happy            | 何家駒 | 黃子敬   | 對立堂口主事人，與瀟灑不和 |
|                  | 陳立品 | 陶碧儀   | 郭小珍嫲嫲，居住鄉下不問世事 |
| 校長             | 羅樹琪 | 朱子聰   | |

## 電影歌曲
| 曲別   | 歌曲                 | 作曲   | 作詞          | 演唱          |
| ------ | -------------------- | ------ | ------------- | ------------- |
| 主題曲 | 〈同志！世界在你手〉 | 盧冠廷 | 莊冠男 (莊澄) | Maria Cordero |

## 獎項
| 年份   | 頒獎典禮            | 獎項       | 名字   | 結果 |
| ------ | ------------------- | ---------- | ------ | ---- |
| 1989年 | 第8屆香港電影金像獎 | 最佳女配角 | 李麗蕊 | 獲獎 |